# Littérature gaonique
La littérature gaonique (hébreu : ספרות הגאונים sifrout hagueonim) désigne l’ensemble de la production littéraire des gueonim, directeurs des académies talmudiques de Babylonie, au cours d’une période s’étendant approximativement de 600 à 1040 EC.
Figures centrales pour la majeure partie du monde juif en leur temps et successeurs des docteurs du Talmud babyloniens, les gueonim de Soura et Poumbedita visent à imposer le Talmud de Babylone au détriment du Talmud de Jérusalem par le biais de milliers de responsa où le Talmud de Jérusalem n’a, pendant longtemps, pas droit de cité, de codes ou monographies légales et des premiers commentaires du Talmud. Saadia Gaon et ses successeurs élargissent leur champ d’activité, intégrant les savoirs développés en terre d’Israël et abordant, sous l’influence du monde arabe, la linguistique, la théologie, l’histoire et l’éthique.

## Responsa[1]
Les responsa adressés par les gueonim à des correspondants le plus souvent étrangers constituent la pièce la plus caractéristique de leur littérature. Ils ne deviennent d’ailleurs un phénomène significatif de la littérature rabbinique qu’à cette époque.
Originellement conçus pour répondre à des points de loi, les responsa jouent un rôle de premier plan dans la dissémination du Talmud de Babylone, consolidant la position dominante du pôle babylonien sur le pôle historique de la terre d’Israël, d’autant plus qu’ils s’accompagnent de dons substantiels aux académies auxquelles ils sont adressés. Les sujets se diversifient avec le temps pour aborder la liturgie, les coutumes à suivre, la méthodologie talmudique, l’interprétation de tel passage ou tel verset biblique, les attaques portées contre la tradition rabbinique etc.
Nombre de ces responsa transitent par l’Égypte et sont conservés dans la Gueniza du Caire, considérée pour cette raison comme une fenêtre majeure sur cette époque.

## Commentaires de la Mishna et du Talmud
Les responsa des gueonim fournissent les premiers exemples de commentaires du Talmud. En effet, interrogés sur un point de loi, les gueonim citent toujours en commentant, même brièvement, le ou les passages talmudiques sur lesquels se base leur décision ou réfutation. Cependant, des ouvrages plus généraux apparaissent à partir du IXe siècle afin de faciliter l’étude de la Mishna et du Talmud. Ils peuvent être répartis en trois catégories.

### Lexiques
Dans le dernier quart du IXe siècle, Tsemah ben Paltoï de Poumbedita rédige un lexique du langage du Talmud de Babylone que les auteurs de la période médiévale appelleront Aroukh et dont il ne reste que quelques citations. Un siècle plus tard environ, Saadia Gaon rédige un ouvrage de même type pour la Mishna. Ce commentaire a été discuté dans plusieurs journaux sous le titre de Millot haMishna et pourrait avoir influencé le commentaire de Haï Gaon sur l’ordre Taharot, le seul entièrement conservé à ce jour,.

### Commentaires longs
Nombre de commentaires gaoniques sur le Talmud, parmi lesquels celui de Paltoï bar Abaye, ont disparu et ne sont connus que par les mentions qui en sont faites par les autorités médiévales. Beaucoup de fragments de ces commentaires ont été découverts dans la Gueniza du Caire au XXe siècle et ont été rassemblés entre 1928 et 1962 par Benjamin Menashe Lewin qui les a organisés avec les citations d’auteurs médiévaux selon l’ordre des traités du Talmud dans son Otzar HaGueonim,.

### Introductions méthodologiques
La première introduction au Talmud est rédigée vers 883 par un auteur inconnu, généralement considéré comme un gaon de Soura. Intitulée Seder tannaïm veamoraïm, elle est divisée en deux parties. La première, historique, décrit la chaîne de la transmission de la Torah jusqu’aux derniers savoraïm (transmetteurs et éditeurs du Talmud de Babylone) tandis que la seconde est méthodologique et résume les modalités de prise de décision légale.
L’introduction au Talmud rédigée par Saadia Gaon n’a pas été conservée tandis que celle de Samuel ben Hofni a pu l’être en partie et a été éditée en 1990. C’est enfin à cette catégorie que se rattache l’Iggeret de Sherira Gaon. Actuellement considérée comme l’une des sources principales sur la période post-talmudique, elle avait pour but originel de clarifier la chronologie des décisions prises dans le Talmud.

## Textes de Loi juive

### Takkanot
Malgré l’attachement des gueonim au Talmud, ils se voient contraints, dans des cas exceptionnels, de proclamer de nouveaux décrets, les takkanot (« améliorations »), afin de faire face aux nouvelles circonstances. Ces takkanot portent principalement sur des points de propriété foncière, de droit financier, de témoignage lors d’un procès et de vœux.

### Codes et livres de Loi juive
Dans la période précédant l’avènement du califat abbasside et son établissement à Bagdad, seuls deux codes semblent avoir été rédigés, les Sheïltot d’Ahaï de Sabha et les Halakhot Pessoukot de Yehoudaï Gaon. Le premier rapporte les décisions de l’académie de Soura et est organisé d’après les lections hebdomadaires. Le second tranche selon l’opinion de Poumbedita et suit l’ordre des traités du Talmud,.
Ces codes connaissent une diffusion importante et plusieurs versions ainsi que plusieurs émulations. Certains comme le Sefer Vehizhir ou le Hilkhot deRav Abba ne montrent pas grande originalité par rapport à leurs modèles mais d’autres, comme les Halakhot Guedolot de Simeon Kayyara, rédigé vers l’an 900, exercent une grande influence. Construit sur le modèle des Halakhot Pessoukot mais suivant l’opinion de Soura, il contient, entre autres, la première énumérations des six cent treize prescriptions contenues, selon la tradition rabbinique, dans la Torah. Yerouham Fischel Perla a également édité un Sefer Hamitzvot de Saadia Gaon, bien qu’il ne s’agisse à l’origine que d’un poème liturgique composé pour la fête de Chavouot. Un autre Sefer Hamitzvot est composé environ cinquante ans plus tard par le rabbin Hefetz ben Yatzliah ; abondamment cité par les sources ultérieures, il ne s’agit pas du Sefer Hefetz mentionné dans les sources médiévales ashkénazes.
Saadia Gaon révolutionne également la littérature gaonique (et rabbinique) en composant des livres arrangés selon une systématisation propre et affranchis de la structure des discussions talmudiques. Il en a rédigé plusieurs, traitant chacun d’un sujet spécifique mais à ce jour, seuls les traités, plus ou moins conservés, sur les lois de succession, d’abattage rituel et de témoignage ont été édités,. D’autres livres sont rédigés sur le même modèle par Samuel ben Hofni et Haï Gaon sur les bénédictions, les dons, les transactions commerciales, etc.